# Сикард (князь Беневенто)
Сика́рд (итал. Sicardo, лат. Sicard, умер в 839) — князь Беневенто (832—839), сын и наследник сполетца Сико. Последний князь объединённого Беневенто, которое занимало бо́льшую часть Южной Италии. После его смерти княжество погрузилось в междоусобную войну, которая навсегда его разделила, за исключением очень короткого периода правления Пандульфа Железноголового (977—981).

## Биография

### Война
Сикард долгое время воевал против сарацинов и своих соседей, особенно против Сорренто, Неаполя и Амальфи. Он управлял сильнейшим в военном и экономическом плане феодальным владением региона. По «Pactum Sicardi», подписанному 4 июля 836 года, он заключил перемирие с тремя вышеупомянутыми городами и признал право на проход их торговцев через свои земли. Тем не менее, вскоре война возобновилась. Во время войны 837 года с герцогом Андреем II Неаполитанским, последний впервые призвал сарацинов в качестве союзников, что далее имело возрастающую тенденцию, так как все больше и больше мусульман были задействованы в христианских войнах на полуострове. В 838 году князь Беневенто захватил Амальфи, атаковав город с моря.
Несмотря на продолжительные войны, Сикард также вёл активную строительную деятельность: он построил новую церковь в Беневенто, куда перенёс мощи Святого Варфоломея с Липарских островов, откуда они были забраны нанятыми им амальфитанскими торговцами. После захвата Амальфи он забрал мощи святой Трофимены, недавно доставленные туда из Минори.

### Убийство
Сикард был убит в 839 году и казначей Радельхиз немедленно провозгласил себя князем. Однако брат Сикарда, Сиконульф, которого он заточил в тюрьму, совершил побег и был провозглашён князем в Салерно, после чего началась десятилетняя гражданская война.